# Rugascuta sinica
Rugascuta sinica là một loài tò vò trong họ Ichneumonidae.